# NGC 456

NGC 456

NGC 456 هي مجرة تتبع كوكبة الطوقان. اكتشفها جيمس دنلوب في 1 أغسطس 1826.

## روابط خارجية
- NGC 456 على موقع ويكي سكاي: DSS2, SDSS, GALEX, IRAS, Hydrogen α, X-Ray, Astrophoto, Sky Map, Articles and images